# Allo Darlin’

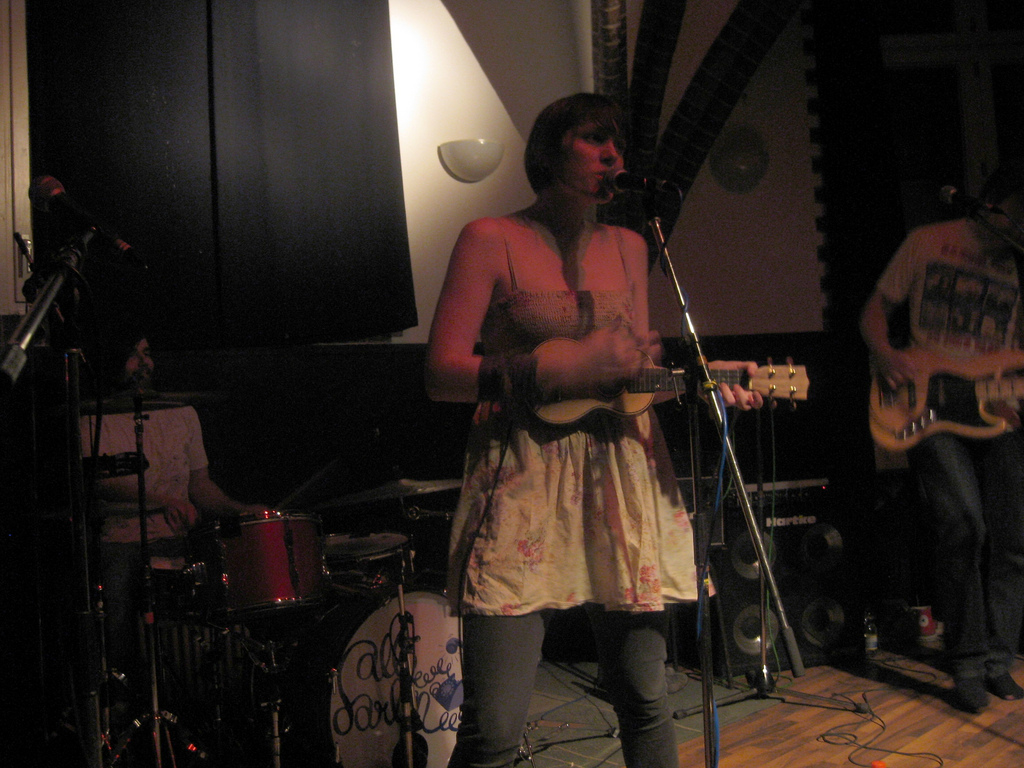
Allo Darlin' live im Wasserturm Kreuzberg, Berlin

Allo Darlin ist eine aus London stammende Indie-Pop-Band.

## Geschichte
Die Mitglieder sind Elizabeth Morris, Paul Rains, Bill Botting und Mikey Collins. Elizabeth Morris, die Begründerin der Gruppe, stammt aus Australien und zog 2005 nach England, wo sie unter dem Namen „The Darlings“ zunächst eine CD herausbrachte. Zu dem Namenswechsel zu „Allo Darlin“ soll sie sich von den Rufen der Markthändler in Soho inspiriert haben lassen. 2009 kamen die übrigen Mitglieder zur Band.

## Diskografie

### EPs und Singles
- „The Photo EP“ (2007), „WeePOP! Records“ (unter dem Namen The Darlings)
- „Merry Christmas from Allo Darlin“ EP (2008)
- "Henry Rollins Don't Dance" 7" (2009)
- "The Polaroid Song" 7" (2009)
- "If Lonliness Was Art" 7" (2010)
- "My Heart is a Drummer" 7" (2010)

### Alben
- „Allo Darlin'“ (2010)
- „Europe“ (2011)
- „We Come from the Same Place“ (2014)